# 徐继曾
徐继曾（1921年6月28日—1989年11月13日），中国法语教授、著名翻译家、教育家、辞书家。生前任职北京大学。

## 生平
徐继曾1921年6月生于江苏宜兴。宜兴徐家为明代大学士、内阁首辅徐溥之后。曾祖父徐鸣皋（1819-1891），字声伟，号慕袁，同治戊辰进士，诗人。父徐仁锟。4岁丧母，10岁丧父。徐继曾自幼聪慧，5岁即入小学。由于家境变故，1936年考入苏州工业学校。1937年日军轰炸宜兴与苏州，两地相继沦陷。1937年于湖南考入陆军工兵学校。抱着一腔热血投身抗日战争。抗战结束后的1946年考入 清华大学外国语言文学系，1950年毕业。1950年－1952年任教于清华大学外文系。1952年院系调整，任北京大学西语系讲师、副教授、教授、法语教研室主任，北京大学校学术委员会委员。九三学社中央委员、北京大学九三学社主任委员。1983年-1984年法国波尔多大学客座教授。徐继曾教授于1989年11月13日因医疗意外逝世，享年68岁。

徐继曾通晓英语、法语，自1951年起发表译作。治学严谨，为人正直谦和。

## 主要成就
- 主编《汉法词典》 1991 商务印书馆 ISBN 9787100000994[2]
- 卢梭 《漫步遐想录》 1988  人民文学出版社（译作）[3]
- 普鲁斯特 《追忆似水年华》第一卷《在斯万家那边》 1989 译林出版社 （译作）[4]
- 斯达尔夫人 《论文学》1986  人民文学出版社 （译作）[5]
- 卢梭《忏悔录》第二卷 1982 人民文学出版社（范希衡译、徐继曾校订）
- 柏格森《笑 - 滑稽的意义》1980 中国戏剧出版社（译作）[6]
- 郎松《朗松文论选》2009 百花文艺出版社再版（译作）
- 埃梅《别人的脑袋》1983 （译作）
- 《卓别林的一生》1980 中国电影出版社（与韩墨合译）
- 斯梯《巴黎和我们在一起》1956 （译作）
- 拉斐德《活着的人们》1953 （译作）
- 阿拉贡《芳邻》1951（与吴达元合译）

## 外部連結
- 清华大学外国语言文学系
- 中国翻译家文档：徐继曾
- 柳鸣九：名士风流 ：“徐继曾与柏格森” 金城出版社 2011年 ISBN 7802518830
- 译林出版社：三十载年华似水，一起《追忆似水年华》
- 徐继曾：中国翻译家文档
- 韩沪麟：追忆似水年华翻译初始（徐继曾）